# Villebois-Lavalette
Pour les articles homonymes, voir Villebois (homonymie).
Villebois-Lavalette est une commune du Sud-Ouest de la France, située dans le département de la Charente (région Nouvelle-Aquitaine).
Ses habitants sont les Villeboisiens et les Villeboisiennes.

## Géographie

### Localisation et accès

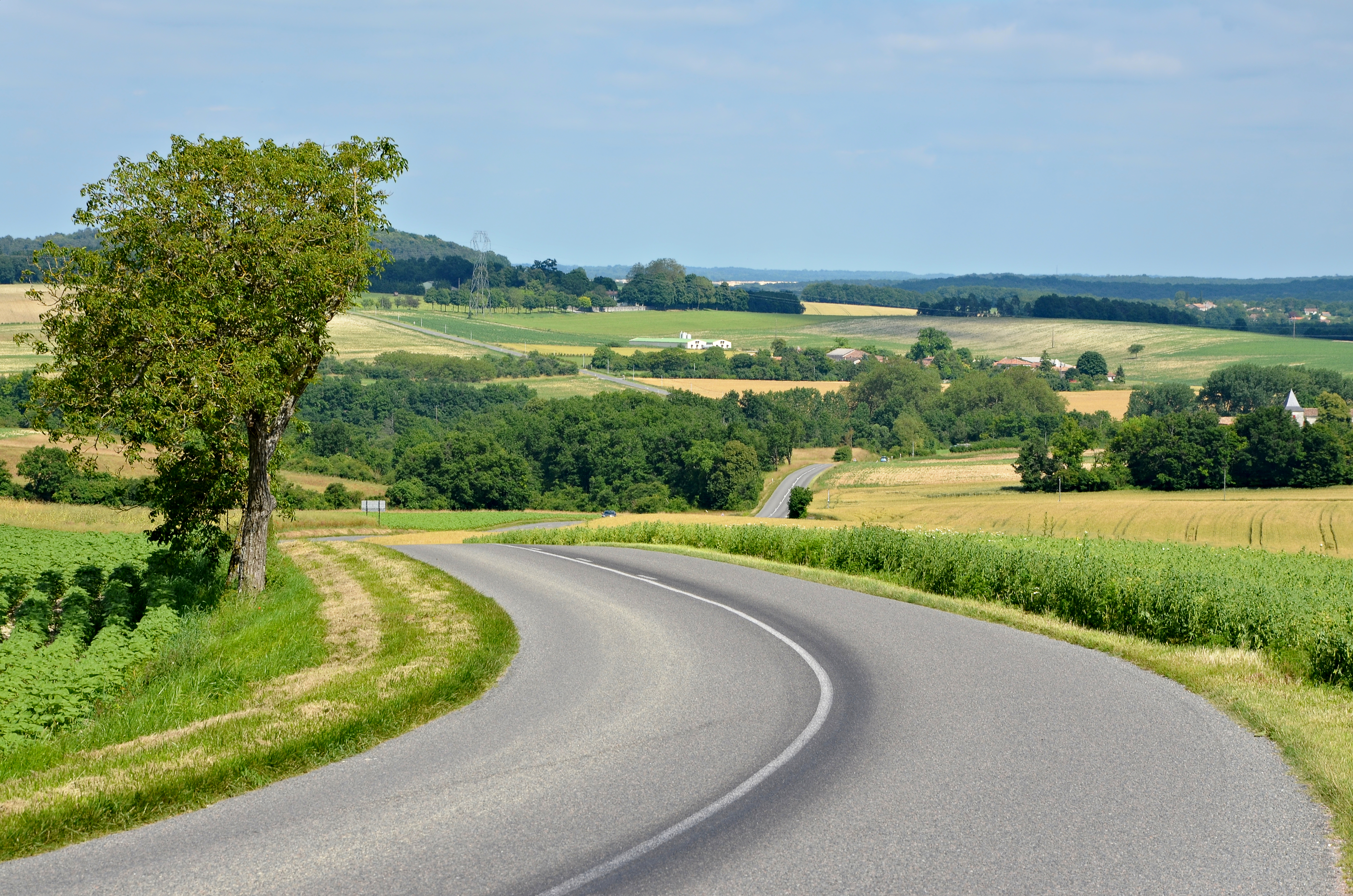
La RD 5, à la sortie est de Villebois, vers La Rochebeaucourt.

Située à 21 km au sud d'Angoulême sur les marches du Périgord, Villebois-Lavalette est construite sur une colline fortifiée.
C'est un chef-lieu de canton situé aussi à 15 km au nord-est de Montmoreau, 19 km à l'est de Blanzac, 25 km au nord d'Aubeterre, 26 km au nord de Ribérac et 48 km au nord-ouest de Périgueux.
À l'écart des grands axes routiers, Villebois-Lavalette est cependant un carrefour de routes départementales importantes : la D 16, route de Montmoreau à Confolens par Montbron, la D 5, route de Barbezieux à La Rochebeaucourt par Blanzac, la D 17, route d'Aubeterre à Villebois par Saint-Séverin et la D 23 en direction de Dignac et Angoulême. La D 5 puis la D 81 par Torsac permet de joindre aussi Angoulême.
La D 939, route d'Angoulême à Périgueux, passe à 5 km au nord-est, et on la rattrape à Dignac en direction d'Angoulême, par la D 23, ou La Rochebeaucourt par la D 5, en direction de Périgueux.

### Hameaux et lieux-dits
La commune se regroupe principalement autour du bourg, et ne comprend pas d'autres hameaux. Par contre, l'habitat agricole est assez dispersé et on compte de nombreuses fermes : Charsie, Chez Mondot, les Loges, Chez Sidour, le Fontignoux, Tout-Vent, la Souche, Mailleberchie (château), etc.
Des hameaux se sont développés au pied du bourg : l'Oumeau, Maison Blanche, Gamby, les Pailles.

### Communes limitrophes
|          | Magnac-Lavalette-Villars | Gardes-le-Pontaroux (par un quadripoint)             |
| Ronsenac | Villebois-Lavalette      | Blanzaguet-Saint-Cybard                              |
|          | Gurat                    | Champagne-et-Fontaine (Dordogne, par un quadripoint) |

Au sud-est, la commune est limitrophe du département de la Dordogne (commune de Champagne-et-Fontaine) en un point, au lieu-dit les Quatre Croix.

### Géologie et relief
Géologiquement, la commune de Villebois-Lavalette est dans le calcaire crétacé du Bassin aquitain. La butte de Villebois est une butte-témoin de la cuesta est-ouest située au sud de la commune entre Juillaguet et Gurat faisant face au nord-est et qui porte un crétacé plus récent, le Santonien moyen et supérieur. La plaine autour de Villebois est du Coniacien et du Santonien inférieur,,.
Le relief est celui d'une plaine, un peu ondulée cependant, avec la butte de Villebois en plein centre, allongée du nord au sud, appelée aussi Puy Sanseau. Celle-ci culmine à 198 m. L'altitude de la plaine varie entre 110 et 150 m.
La butte de Villebois est sur une ligne de crête secondaire nord-sud entre deux affluents de la Lizonne, crête qui descend de Villars au nord (commune de Magnac-Lavalette-Villars) et qui explique sa position stratégique. Cette crête se prolonge au sud de la commune avec une butte secondaire culminant à 177 m.

### Végétation
Le territoire est essentiellement agricole et céréalier. Moins de 5 % de la surface est boisée. Les seuls bosquets sont au sud de la commune à Logerie, près de Mailleberchie, et sur le flanc oriental de la butte de Villebois.

### Hydrographie

#### Réseau hydrographique

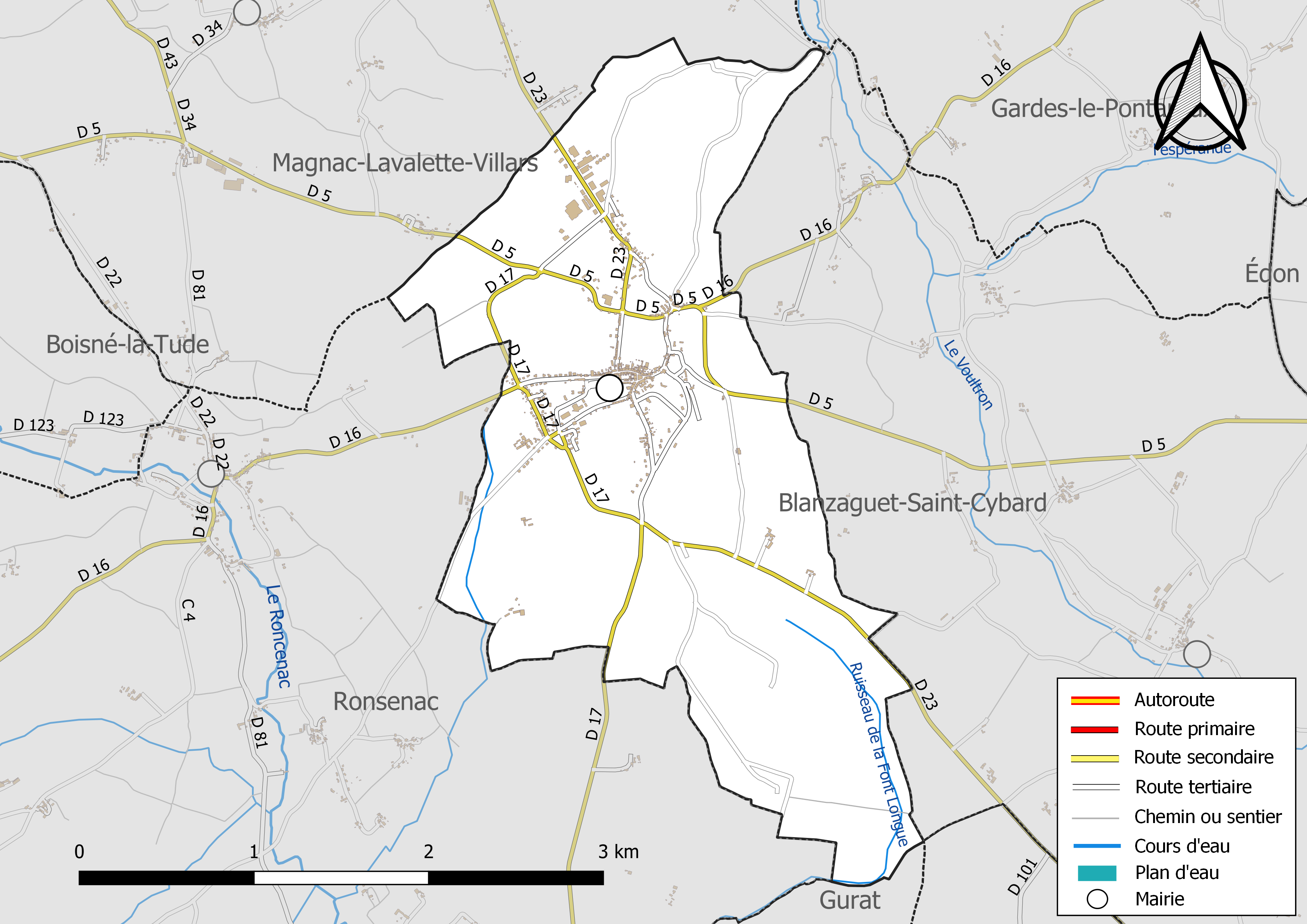
Réseaux hydrographique et routier de Villebois-Lavalette.

La commune est située dans le bassin de la Dordogne au sein du bassin Adour-Garonne. Elle est drainée par le ruisseau de la Font Longue et par un petit cours d'eau, qui constituent un réseau hydrographique de 3 km de longueur totale,.
Aucune rivière ni ruisseau ne passe dans la commune. Le Voultron, affluent de la Lizonne coulant vers le sud, ne fait qu'effleurer la commune à l'est. Toute la commune est sur le bassin versant de la Dordogne.

#### Gestion des eaux
Le territoire communal est couvert par le schéma d'aménagement et de gestion des eaux (SAGE) « Isle - Dronne ». Ce document de planification, dont le territoire regroupe les bassins versants de l'Isle et de la Dronne, d'une superficie de 7 500 km2, a été approuvé le 2 août 2021. La structure porteuse de l'élaboration et de la mise en œuvre est l'établissement public territorial de bassin de la Dordogne (EPIDOR). Il définit sur son territoire les objectifs généraux d’utilisation, de mise en valeur et de protection quantitative et qualitative des ressources en eau superficielle et souterraine, en respect des objectifs de qualité définis dans le troisième SDAGE  du Bassin Adour-Garonne qui couvre la période 2022-2027, approuvé le 10 mars 2022.

### Climat
Comme dans les trois quarts sud et ouest du département, le climat est océanique aquitain, et semblable à celui de la ville de Cognac où est située la station météorologique départementale.
| Mois                              | jan. | fév.  | mars  | avril | mai   | juin  | jui.  | août  | sep.  | oct. | nov. | déc. | année   |
| --------------------------------- | ---- | ----- | ----- | ----- | ----- | ----- | ----- | ----- | ----- | ---- | ---- | ---- | ------- |
| Température minimale moyenne (°C) | 2    | 2,8   | 3,8   | 6,2   | 9,4   | 12,4  | 14,4  | 14    | 12,1  | 8,9  | 4,7  | 2,6  | 7,8     |
| Température moyenne (°C)          | 5,4  | 6,7   | 8,5   | 11,1  | 14,4  | 17,8  | 20,2  | 19,7  | 17,6  | 13,7 | 8,6  | 5,9  | 12,5    |
| Température maximale moyenne (°C) | 8,7  | 10,5  | 13,1  | 15,9  | 19,5  | 23,1  | 26,1  | 25,4  | 23,1  | 18,5 | 12,4 | 9,2  | 17,7    |
| Ensoleillement (h)                | 80   | 103,9 | 153,3 | 184,5 | 204,9 | 239,6 | 276,4 | 248,3 | 199,4 | 159  | 96,8 | 78,8 | 2 024,9 |
| Précipitations (mm)               | 80,4 | 67,3  | 65,9  | 68,3  | 71,6  | 46,6  | 45,1  | 50,2  | 59,2  | 68,6 | 79,8 | 80   | 783,6   |

## Urbanisme

### Typologie
Au 1er janvier 2024, Villebois-Lavalette est catégorisée commune rurale à habitat dispersé, selon la nouvelle grille communale de densité à 7 niveaux définie par l'Insee en 2022.
Elle est située hors unité urbaine. Par ailleurs la commune fait partie de l'aire d'attraction d'Angoulême, dont elle est une commune de la couronne,. Cette aire, qui regroupe 94 communes, est catégorisée dans les aires de 50 000 à moins de 200 000 habitants,.

### Occupation des sols
L'occupation des sols de la commune, telle qu'elle ressort de la base de données européenne d’occupation biophysique des sols Corine Land Cover (CLC), est marquée par l'importance des territoires agricoles (84,1 % en 2018), en diminution par rapport à 1990 (89,1 %). La répartition détaillée en 2018 est la suivante : 
terres arables (79 %), zones urbanisées (12,7 %), zones agricoles hétérogènes (3,6 %), forêts (3,3 %), prairies (1,5 %). L'évolution de l’occupation des sols de la commune et de ses infrastructures peut être observée sur les différentes représentations cartographiques du territoire : la carte de Cassini (XVIIIe siècle), la carte d'état-major (1820-1866) et les cartes ou photos aériennes de l'IGN pour la période actuelle (1950 à aujourd'hui).

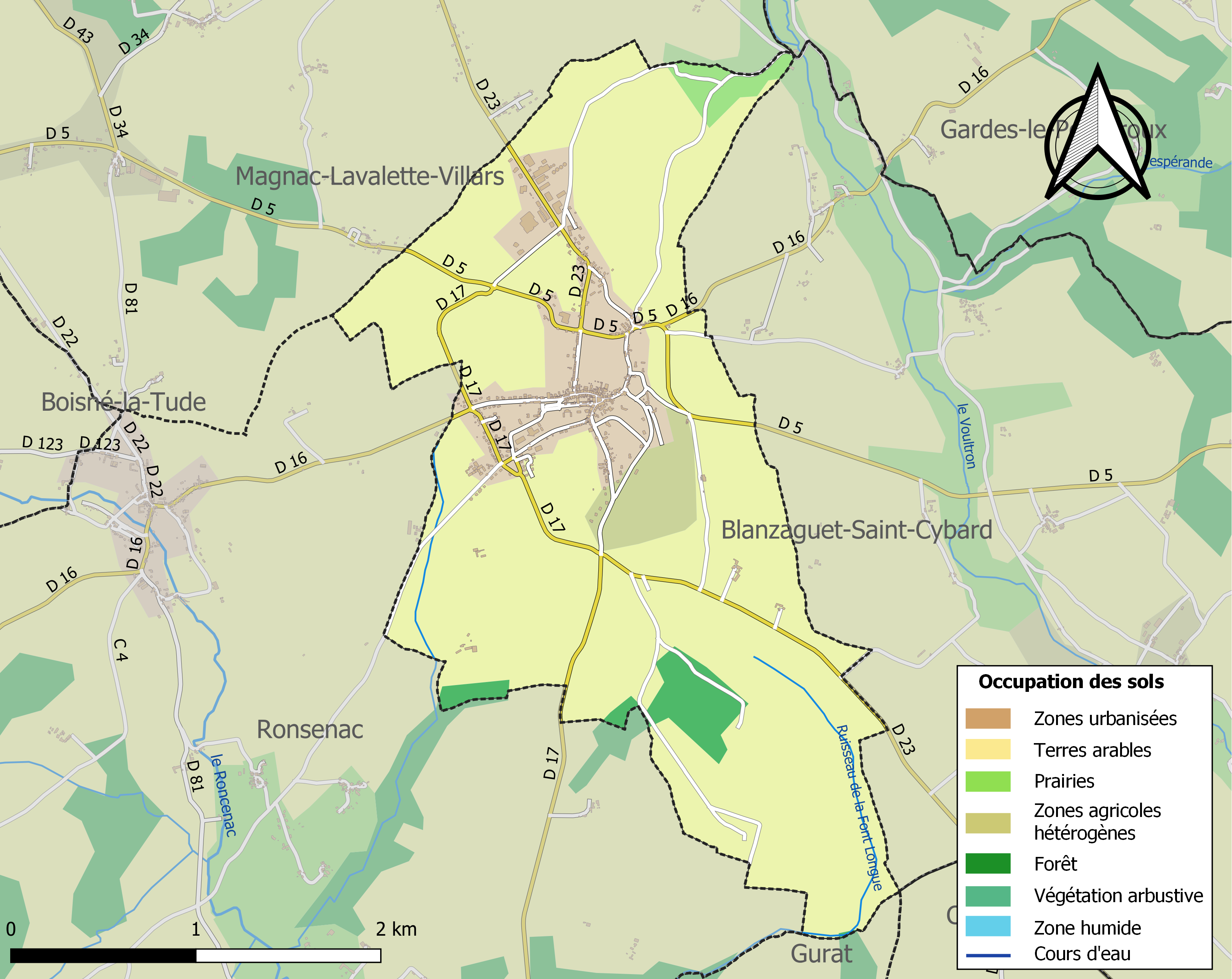
Carte des infrastructures et de l'occupation des sols de la commune en 2018 (CLC).

### Risques majeurs
Le territoire de la commune de Villebois-Lavalette est vulnérable à différents aléas naturels : météorologiques (tempête, orage, neige, grand froid, canicule ou sécheresse) et séisme (sismicité faible). Il est également exposé à un risque technologique, le transport de matières dangereuses. Un site publié par le BRGM permet d'évaluer simplement et rapidement les risques d'un bien localisé soit par son adresse soit par le numéro de sa parcelle.

#### Risques naturels

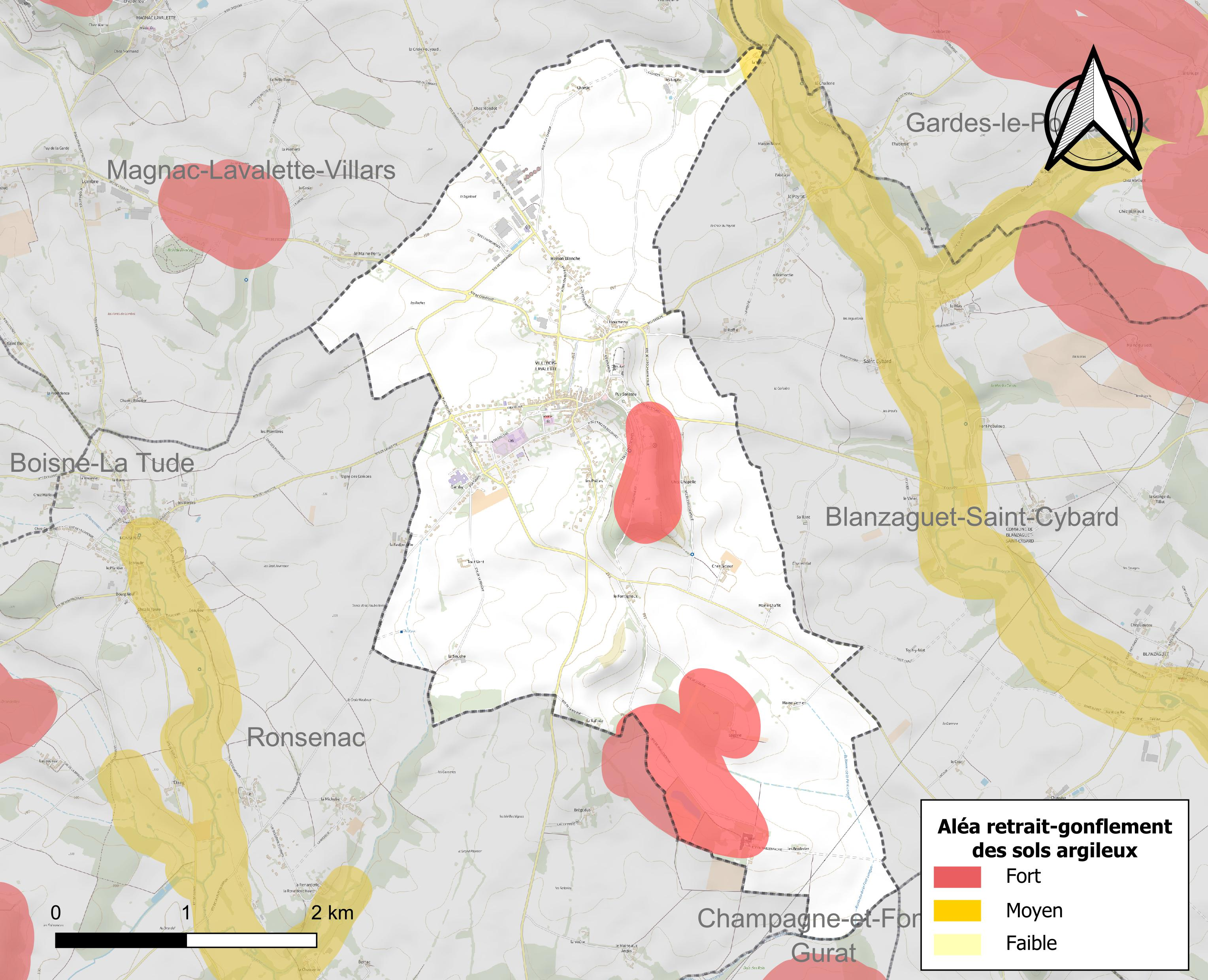
Carte des zones d'aléa retrait-gonflement des sols argileux de Villebois-Lavalette.

Le retrait-gonflement des sols argileux est susceptible d'engendrer des dommages importants aux bâtiments en cas d’alternance de périodes de sécheresse et de pluie. 9,9 % de la superficie communale est en aléa moyen ou fort (67,4 % au niveau départemental et 48,5 % au niveau national). Sur les 374 bâtiments dénombrés sur la commune en 2019, 5 sont en aléa moyen ou fort, soit 1 %, à comparer aux 81 % au niveau départemental et 54 % au niveau national. Une cartographie de l'exposition du territoire national au retrait gonflement des sols argileux est disponible sur le site du BRGM,.
Par ailleurs, afin de mieux appréhender le risque d’affaissement de terrain, l'inventaire national des cavités souterraines permet de localiser celles situées sur la commune.
La commune a été reconnue en état de catastrophe naturelle au titre des dommages causés par les inondations et coulées de boue survenues en 1982, 1983, 1999 et 2009. Concernant les mouvements de terrains, la commune a été reconnue en état de catastrophe naturelle au titre des dommages causés par la sécheresse en 2005 et par des mouvements de terrain en 1999.

#### Risques technologiques
Le risque de transport de matières dangereuses sur la commune est lié à sa traversée par une ou des infrastructures routières ou ferroviaires importantes ou la présence d'une canalisation de transport d'hydrocarbures. Un accident se produisant sur de telles infrastructures est susceptible d’avoir des effets graves sur les biens, les personnes ou l'environnement, selon la nature du matériau transporté. Des dispositions d’urbanisme peuvent être préconisées en conséquence.

## Toponymie
Les formes anciennes sont Villa Boast en 1242, Villebone, Villa Boen, Villaboen en 1242, Villaboe en 1243, Villamboe en 1333, Villabohe en 1246, Villabovis, Villa bovis.
Selon certains, l'origine du nom de Villebois remonterait à villa Bovis, « du bœuf », domaine gallo-romain en bordure de la voie Saintes-Périgueux. Selon Dauzat s'appuyant sur Foerstemann, d'après la forme ancienne Villa Boast, il pourrait s'agir d'un nom de personne germanique Baudast, ou Bodenus. L'affixe villa signifie « domaine ».
Le nom se serait déformé en Villa Boé (prononciation villa-boué). Comme bois (français) se prononçait boé (ou boué), son nom a été francisé en Ville-bois ou Villebois. On voit donc qu'étymologiquement il n'y a aucun rapport avec bois.
C'est le duc d'Épernon, Jean-Louis de Nogaret de La Valette, cadet de Gascogne puis gouverneur de l'Angoumois et acheteur du château, qui a donné le nom de La Valette à Villebois en 1622 lorsqu'il a obtenu son érection en duché-pairie, du nom d'un fief familial : Lavalette au nord-est de Toulouse.
La commune est créée sous le nom de La Valette en 1793, du nom de la paroisse, puis elle devint Lavalette au cours du XIXe siècle, avant de devenir Villebois-Lavalette en 1861,.

### Dialecte
La commune de Villebois-Lavalette est dans la partie occitane de la Charente qui en occupe le tiers oriental, et le dialecte est limousin. Son nom français a été à son tour, relativement récemment, « occitanisé » mot-à-mot en Vilabòsc-La Valeta, mais son nom ancien était Villaboe en occitan comme en saintongeais.

## Histoire

### Antiquité
À l'époque romaine, Villa Bovis aurait d'abord été une villa proche de la voie qui reliait Périgueux à Saintes, le chemin Boisné. Au lieu-dit les Pailles au sud du château, quelques vestiges attestent d'une occupation à cette époque : tegulae, fragments de marbre.

### Moyen Âge
Au Moyen Âge, Villebois devint une importante baronnie.
Les Fulcher de Villebois au VIIIe siècle, les Hélie au Xe siècle, les Ithier au XIIe siècle en furent successivement les seigneurs ou « princes », dont on retrouve la trace dans les récits de batailles des croisades successives. Effectivement, un château est attesté en 988-1028 à Villebois. Le comte d'Angoulême disposait de l'église Saint-Romain "in castro Villaboensi".
Principalement aux XIIe et XIIIe siècles, Villebois se trouvait sur la branche orientale d'une variante nord-sud de la via Turonensis, itinéraire du pèlerinage de Saint-Jacques-de-Compostelle qui passait en Charente par Nanteuil-en-Vallée, Saint-Amant-de-Boixe, Angoulême, Dirac, Gurat et Aubeterre.
Sans doute en août 1226, Villebois passe aux Lusignan, comtes d'Angoulême qui élèvent les murailles actuelles avec leurs sept tours. Victime de plusieurs sièges durant la guerre de Cent Ans Villebois fut repris aux Anglais en 1376 par le duc de Berry, le frère de Charles V.

### Ancien Régime

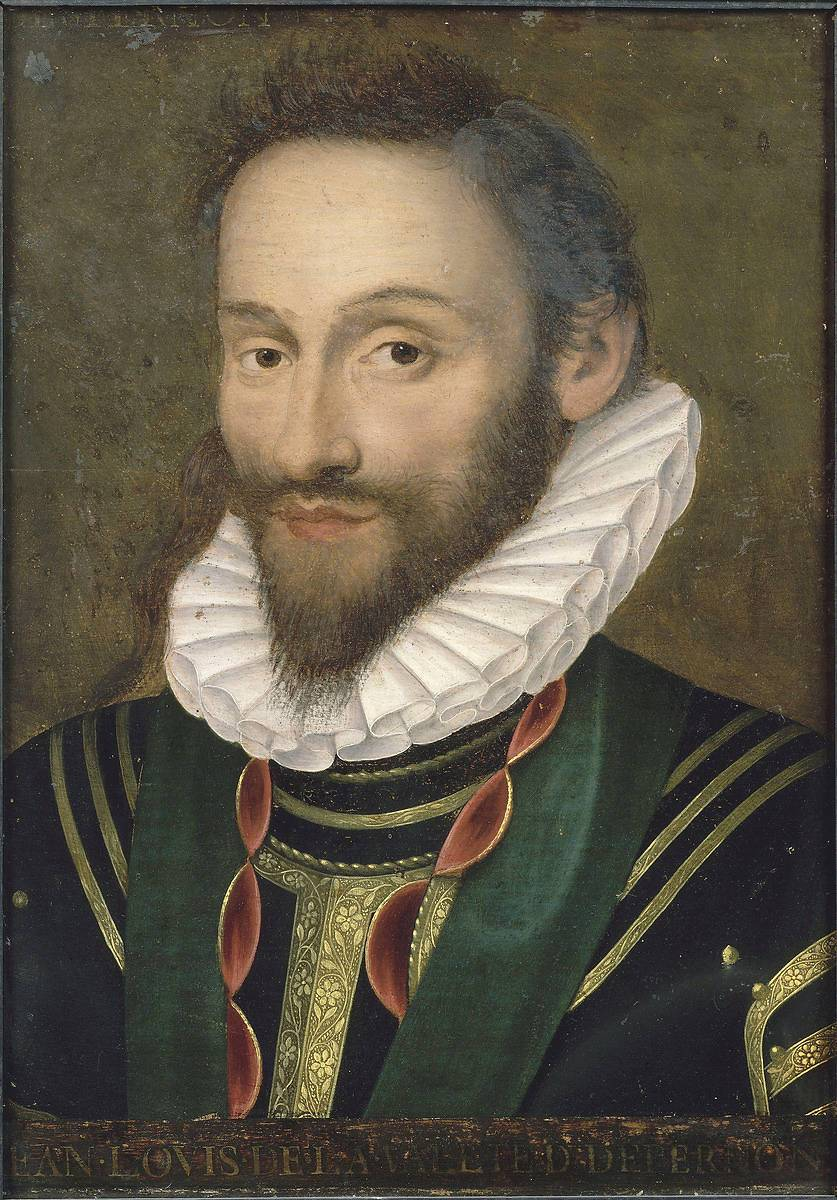
Jean-Louis de Nogaret de La Valette.

Durant les guerres de religion Villebois fut en grande partie détruite.
Les sires de Mareuil figurent parmi les propriétaires successifs. En 1590, le duc d'Épernon, Jean-Louis de Nogaret de La Valette, cadet de Gascogne, mignon du roi Henri III, catholique modéré et gouverneur de l'Angoumois, fit le siège du château où des ligueurs, menés par le seigneur d'Aubeterre, le marquis de Lussan d'Esparbès, s'étaient retranchés. Huit ans plus tard, le duc d'Épernon rachète le château à la marquise de Mézières, de la famille de Mareuil,. Par lettres patentes de mars 1622, cette terre fut érigée en duché et pairie et prit le nom de La Valette.
Le jeune Louis XIII y séjourna avec sa nouvelle épouse Anne d'Autriche, invité par le duc d'Épernon. Il arriva le 28 décembre 1615 par le chemin des crêtes, réaménagé pour l'occasion.
En 1662 le duc de Navailles éloigné de la cour par Louis XIV à cause d'une indélicatesse de sa femme, se retira à Villebois qu'il avait acheté en 1660 au second duc d'Épernon et de La Valette, Bernard de Nogaret de La Valette, fils héritier de Jean-Louis, qui n'y résidait presque pas. Navailles obtint en décembre 1660 le transfert de son duché de Lavedan à Villebois-Lavalette sous le nom de duché de Montaut (du nom d'un fief familial, Montaut). Il fit raser l'ancienne forteresse et construisit à partir de 1667 le château dont il ne reste que l'aile nord. À l'emplacement des halles du XIIe siècle, il fit construire en 1665 les halles actuelles, tandis que son épouse Suzanne de Beaudéan-Parabère fondait le couvent des Ursulines le 17 novembre 1665.

### Époque contemporaine
Aux XVIIIe et XIXe siècles, La Valette (ou Lavalette) fut surtout le nom du village au pied du château, qui lui, garda le nom ancien de Villebois,. Finalement, Napoléon III lui donna son nom de Villebois-Lavalette par décret impérial du 16 août 1861.
Pendant la première moitié du XXe siècle, la commune était desservie par la petite ligne ferroviaire d'intérêt local à voie métrique des Chemins de fer économiques des Charentes allant à Blanzac, Angoulême et Barbezieux; la gare était le terminus de la ligne.

## Politique et administration

### Liste des maires

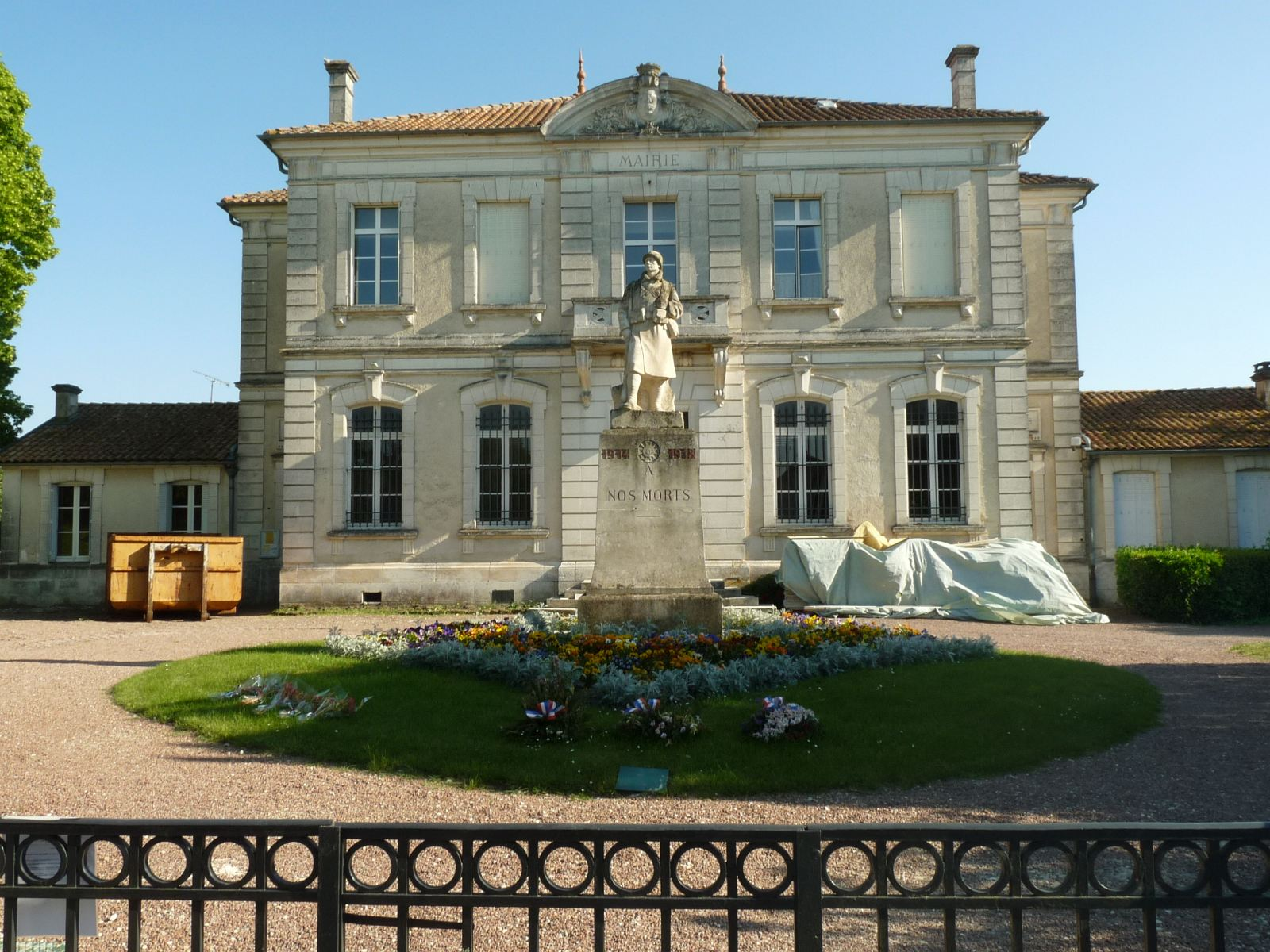
La mairie.

| Période                                  | Période              | Identité                            | Étiquette | Qualité                                 |
| ---------------------------------------- | -------------------- | ----------------------------------- | --------- | --------------------------------------- |
| 1881                                     | ?                    | Jean-Baptiste Dussidour (1838-1898) |           | Juge de paix                            |
| Les données manquantes sont à compléter. |                      |                                     |           |                                         |
| mai 1945                                 | janvier 1964         | André Boiteau                       |           |                                         |
| mars 1964                                | novembre 1997        | Pierre Fougère                      | DVD       | Médecin, conseiller général (1961-1998) |
| 1998                                     | 2008                 | Christian Vérisson                  |           |                                         |
| 2008                                     | mars 2014            | Patrick Fonteneau                   | SE        | Employé de banque                       |
| mars 2014                                | mai 2016 (démission) | Jacques Sallée                      | SE        | Fonctionnaire                           |
| juin 2016                                | En cours             | Patrick Vergez                      |           | Retraité de l'Éducation nationale       |

### Politique environnementale
Dans son palmarès 2024, le Conseil national de villes et villages fleuris de France a attribué une fleur à la commune.

## Démographie

### Évolution démographique
L'évolution du nombre d'habitants est connue à travers les recensements de la population effectués dans la commune depuis 1793. Pour les communes de moins de 10 000 habitants, une enquête de recensement portant sur toute la population est réalisée tous les cinq ans, les populations de référence des années intermédiaires étant quant à elles estimées par interpolation ou extrapolation. Pour la commune, le premier recensement exhaustif entrant dans le cadre du nouveau dispositif a été réalisé en 2004.

En 2022, la commune comptait 718 habitants, en évolution de −5,15 % par rapport à 2016 (Charente : −0,48 %, France hors Mayotte : +2,11 %).
| 1793 | 1800 | 1806 | 1821 | 1831 | 1841 | 1846 | 1851 | 1856 |
| ---- | ---- | ---- | ---- | ---- | ---- | ---- | ---- | ---- |
| 765  | 825  | 835  | 897  | 915  | 955  | 902  | 927  | 941  |

| 1861 | 1866 | 1872 | 1876 | 1881 | 1886 | 1891 | 1896 | 1901 |
| ---- | ---- | ---- | ---- | ---- | ---- | ---- | ---- | ---- |
| 974  | 929  | 891  | 913  | 878  | 851  | 826  | 807  | 753  |

| 1906 | 1911 | 1921 | 1926 | 1931 | 1936 | 1946 | 1954 | 1962 |
| ---- | ---- | ---- | ---- | ---- | ---- | ---- | ---- | ---- |
| 697  | 687  | 670  | 656  | 638  | 684  | 700  | 672  | 672  |

| 1968 | 1975 | 1982 | 1990 | 1999 | 2004 | 2006 | 2009 | 2014 |
| ---- | ---- | ---- | ---- | ---- | ---- | ---- | ---- | ---- |
| 663  | 772  | 749  | 765  | 730  | 779  | 775  | 734  | 758  |

| 2019 | 2022 | - | - | - | - | - | - | - |
| ---- | ---- | - | - | - | - | - | - | - |
| 717  | 718  | - | - | - | - | - | - | - |

### Pyramide des âges
La population de la commune est relativement âgée.
En 2018, le taux de personnes d'un âge inférieur à 30 ans s'élève à 25,5 %, soit en dessous de la moyenne départementale (30,2 %). À l'inverse, le taux de personnes d'âge supérieur à 60 ans est de 39 % la même année, alors qu'il est de 32,3 % au niveau départemental.
En 2018, la commune comptait 334 hommes pour 396 femmes, soit un taux de 54,25 % de femmes, largement supérieur au taux départemental (51,59 %).
Les pyramides des âges de la commune et du département s'établissent comme suit.
| Hommes | Classe d’âge | Femmes |
| ------ | ------------ | ------ |
| 3,3    | 90 ou +      | 7,9    |
| 11,0   | 75-89 ans    | 16,4   |
| 20,7   | 60-74 ans    | 18,0   |
| 20,7   | 45-59 ans    | 20,6   |
| 14,9   | 30-44 ans    | 14,7   |
| 10,4   | 15-29 ans    | 9,5    |
| 18,9   | 0-14 ans     | 12,9   |

| Hommes | Classe d’âge | Femmes |
| ------ | ------------ | ------ |
| 1      | 90 ou +      | 2,7    |
| 9,2    | 75-89 ans    | 12     |
| 20,6   | 60-74 ans    | 21,3   |
| 20,7   | 45-59 ans    | 20,3   |
| 16,8   | 30-44 ans    | 16     |
| 15,6   | 15-29 ans    | 13,4   |
| 16,1   | 0-14 ans     | 14,3   |

## Économie

### Agriculture
La viticulture occupe une petite partie de l'activité agricole. La commune est classée dans les Fins Bois, dans la zone d'appellation d'origine contrôlée du cognac.

### Commerces
Le centre-bourg accueille des commerces de proximité et un marché couvert le samedi. Une grande surface est située sur la route d'Angoulême.

## Équipements, services et vie locale

### Enseignement
Le collège d'enseignement secondaire Henri-Martin regroupe environ 300 élèves de la 6e à la 3e répartis dans 13 classes.
Villebois-Lavalette possède une école élémentaire, Jean-Tautou, comprenant quatre classes, et une école maternelle, Arc-en-ciel.

### Sports et activités
Il y a plusieurs clubs sportifs :
- le club de handball ASLPHL avec des équipes à partir de 3 ans[52]
- le club de football VHBASF, dont le siège est à Charmant[53]

La commune accueille une médiathèque intercommunale : la Caravelle.

## Culture locale et patrimoine

### Évènements

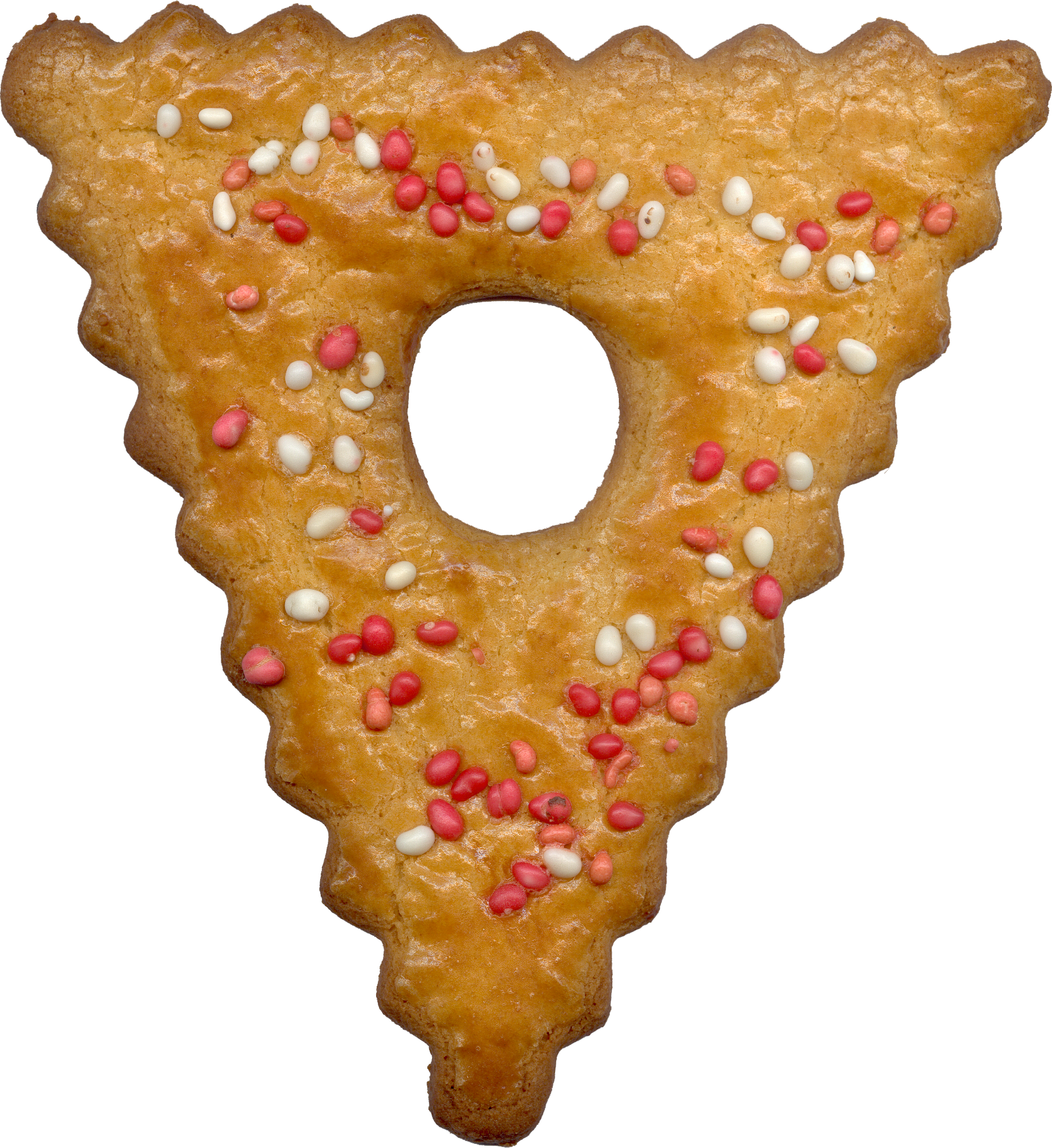
Cornuelle charentaise.

- Fête pascale des cornuelles, chaque année aux Rameaux[55].

### Lieux et monuments

#### Patrimoine religieux

##### Église Saint-Romain
L'église paroissiale Saint-Romain date initialement du XIIIe siècle et a été restaurée au XIXe siècle. Située près du château, elle domine le bourg et les halles. L'édifice ainsi que son escalier d'accès monumental construit en 1895 par l'architecte Édouard Warin sont inscrits monument historique depuis 2012.

##### Ancien couvent des Ursulines
Bordant la place des halles au sud et remontant le long d'une venelle, seuls demeurent de cet ensemble datant des XVIIe et XVIIIe siècles quelques murs, portes et façade de la chapelle donnant sur la place. Le couvent des Ursulines fut fondé en 1665 par Suzanne de Baudéan-Parabère, dame de Villebois, épouse du duc et maréchal de Navailles. Il avait pour but une éducation assez aristocratique des jeunes filles. En 1671, les reliques de saint Vincentin qui se trouvaient au château y furent transférées. La chapelle ne fut terminée qu'en 1729. Le couvent possédait des terres et jardins dans les environs. Après la Révolution, il appartint aux sœurs de Sainte-Marthe, puis à des particuliers. Les bâtiments furent reconvertis en l'ancienne mairie, l'école de filles et une classe de maternelle, ainsi que l'ancienne justice de paix,.

##### Ancien couvent des Augustins
Situé à 100 m au nord de la place des halles, le couvent des Ermites de saint Augustin fut fondé en 1490 par Guy de Mareuil, seigneur de Villebois. Il y fut inhumé en 1519. La chapelle fut reconstruite en 1627 après les dommages des guerres de Religion. En 1783 le couvent fut détruit par un tremblement de terre et reconstruit. Après la Révolution les bâtiments abritèrent la gendarmerie et un asile. De nos jours seule subsistent une porte dans l'actuelle perception, un pigeonnier restauré récemment et le nom d'« impasse des Augustins »,.

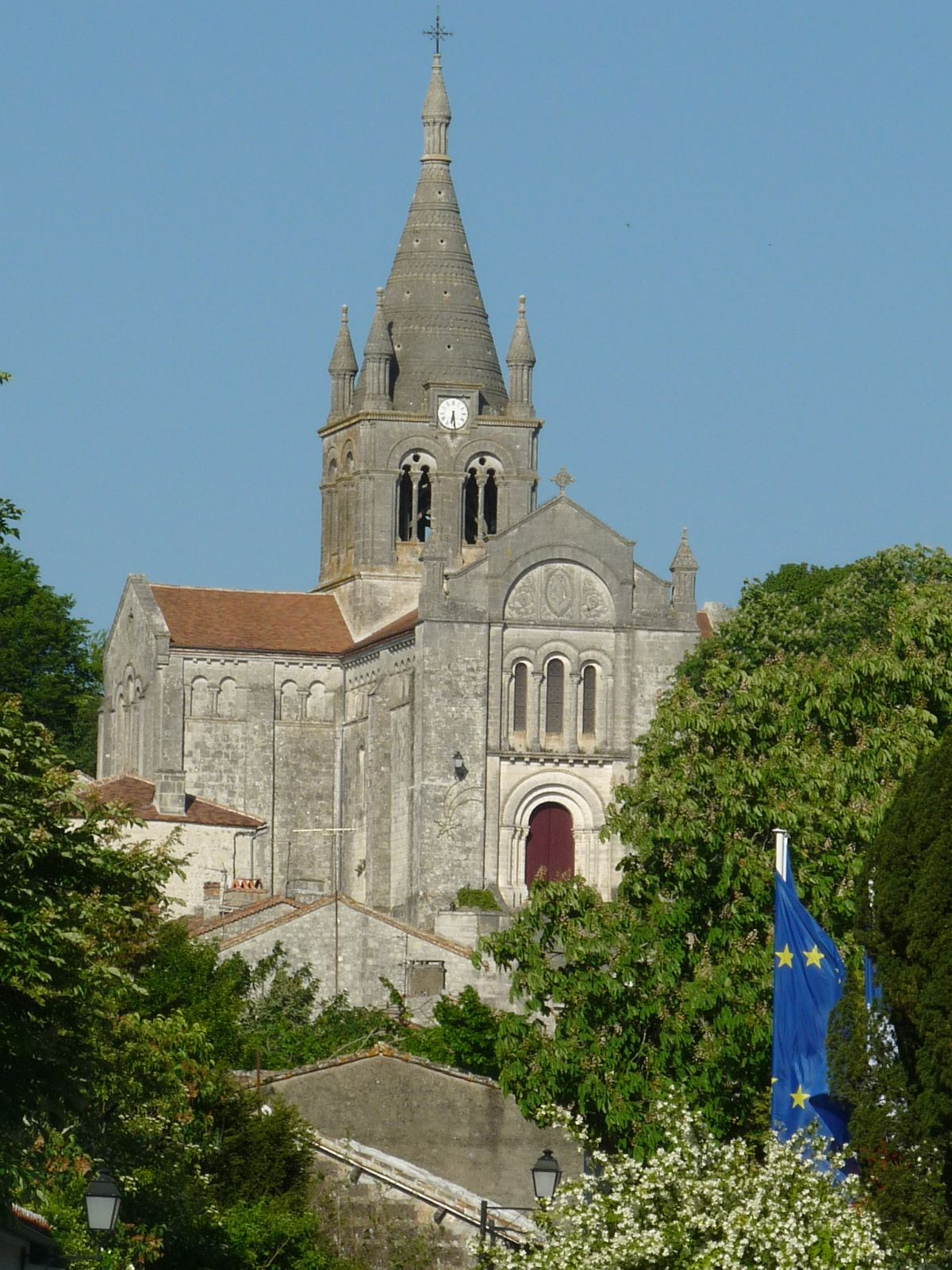
L'église vue de la mairie.
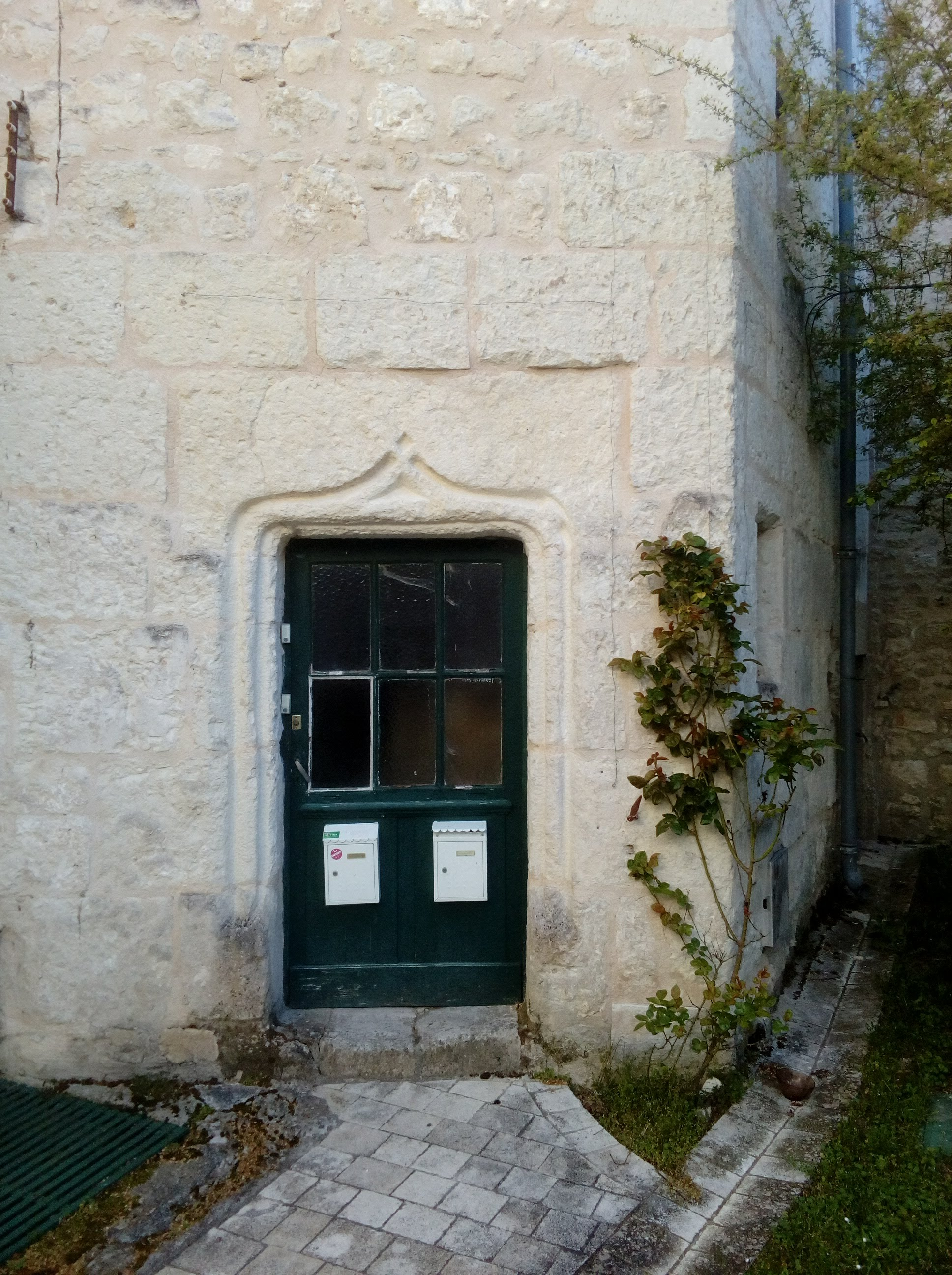
Porte du couvent des Ursulines.
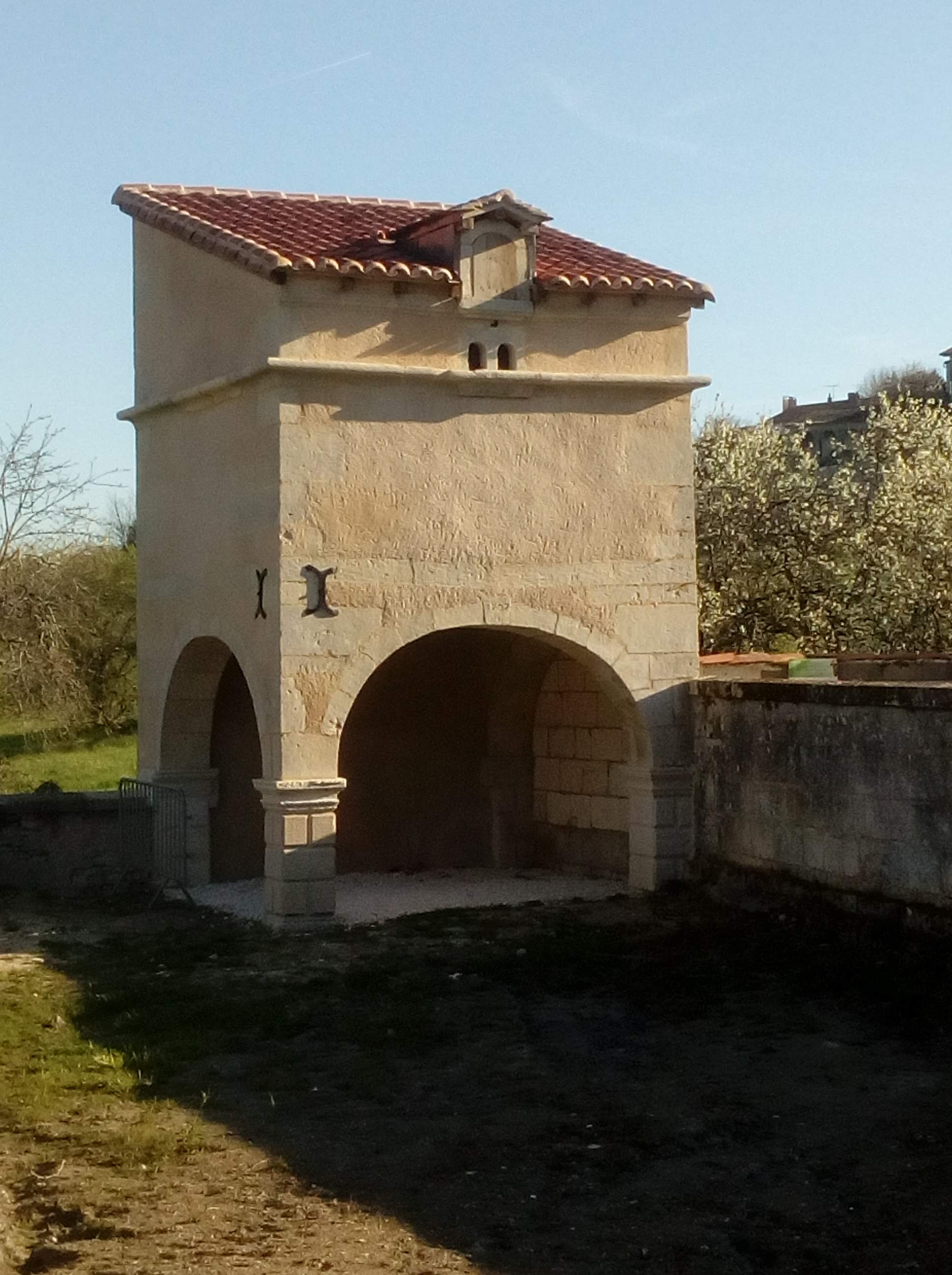
Pigeonnier des Augustins.

#### Patrimoine civil

##### Le château

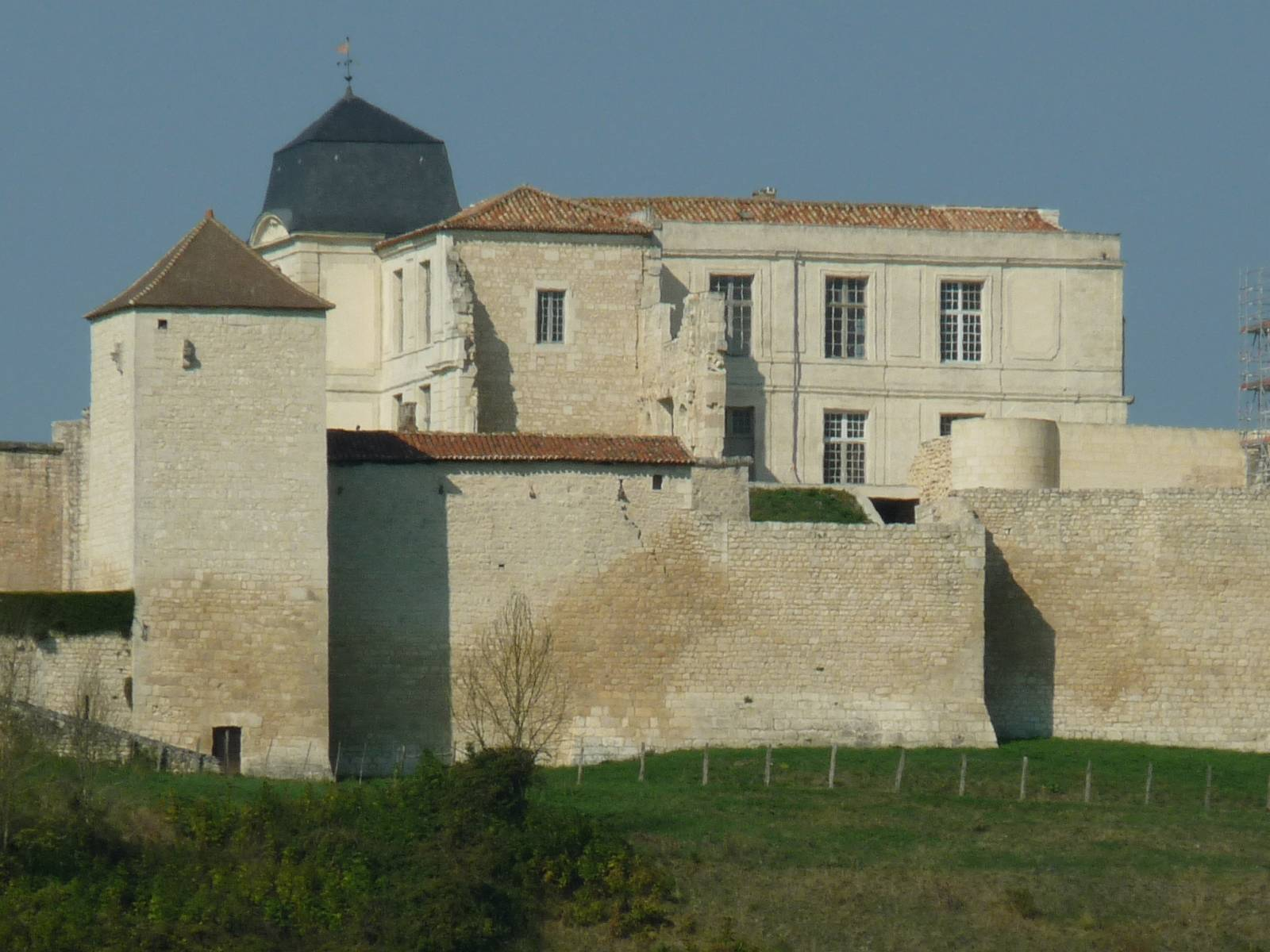
Le château.

Sur la place-forte existant déjà au VIIIe siècle un château a été construit aux XIIe et XIIIe siècles et son enceinte a été agrandie au début du XIIIe siècle, et dotée de six tours semi-circulaires. Après les destructions lors des guerres de religion la porte à double pont-levis et de la tour de vigie sont restaurées en 1597. La construction en 1665 d'un logis princier dont il reste l'aile nord entraîne la destruction d'une partie de l'ancienne forteresse. Une galerie, disparue, est ajoutée en 1688. Les sculptures sont réalisées par Jean Tavate, selon un dessin de Bullet,.
Le château sert de prison et de magasin à vivres sous la Convention puis un incendie détruit l'aile droite et le dôme en 1822.
Il en reste une enceinte du XIIIe siècle flanquée de sept tours demi-circulaires au premier niveau voûté en cul-de-four avec un portail d'entrée fortifié au XVIIe siècle surmonté de mâchicoulis qui donne sur la cour d'entrée. Autour se trouvent une courtine flanquée d'une tour quadrangulaire, la terrasse du logis du XVIIe siècle et la chapelle romane.
L'actuelle chapelle romane à deux étages, autrefois souterraine, a été construite en 1142,.
Le premier étage, accessible à l'extérieur par l'intermédiaire d'une tour d'entrée, était destiné aux pèlerins et paroissiens et contenait une petite salle basse qui leur servait d'asile. Le niveau supérieur était de plain-pied avec le logis seigneurial.
L'enceinte et la chapelle ont été classées monument historique le 18 juin 1915. Le château avec son sol en totalité sont classés le 16 décembre 2005.

##### Les halles
Les halles occupent la place centrale du bourg. Construites aux XVIIe et XVIIIe siècles, elles sont classées monument historique depuis 1948,.
Un cadran solaire, situé sur une maison en haut de la place des halles porte la date de 1627. En 1853 fut aussi inaugurée la borne-fontaine remplaçant le puits.

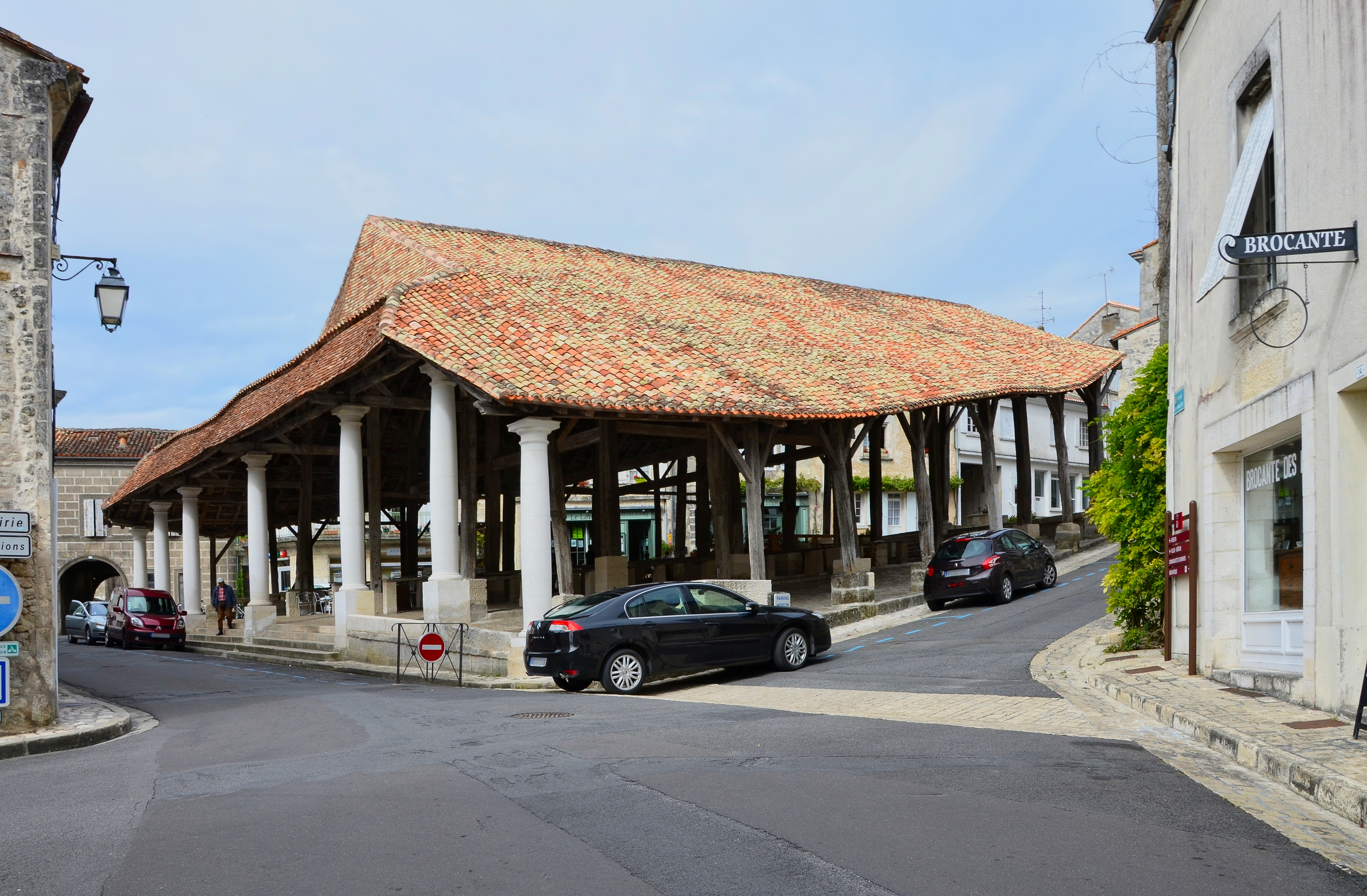
Les halles, angle sud-ouest.
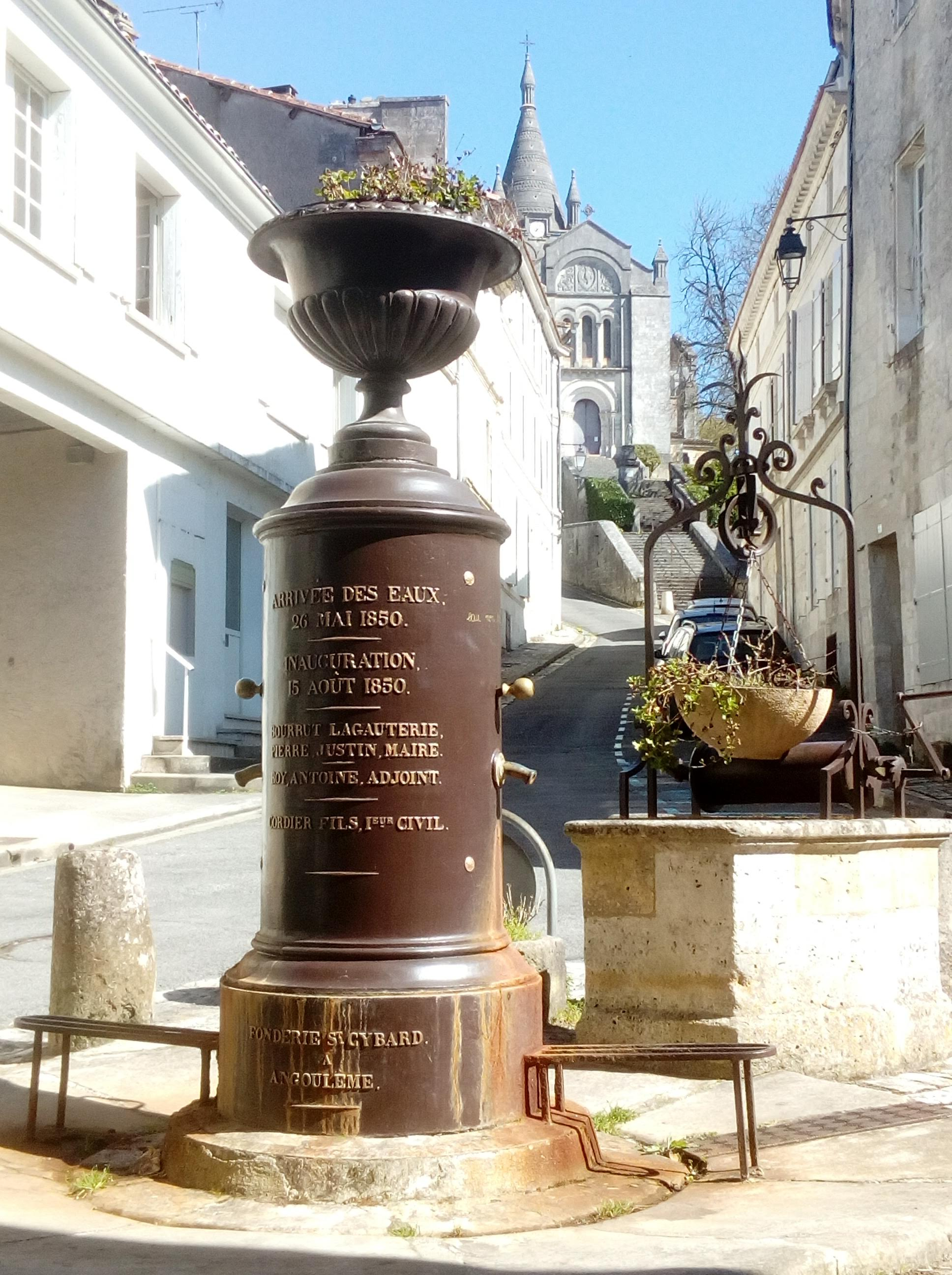
La fontaine du XIXe siècle.
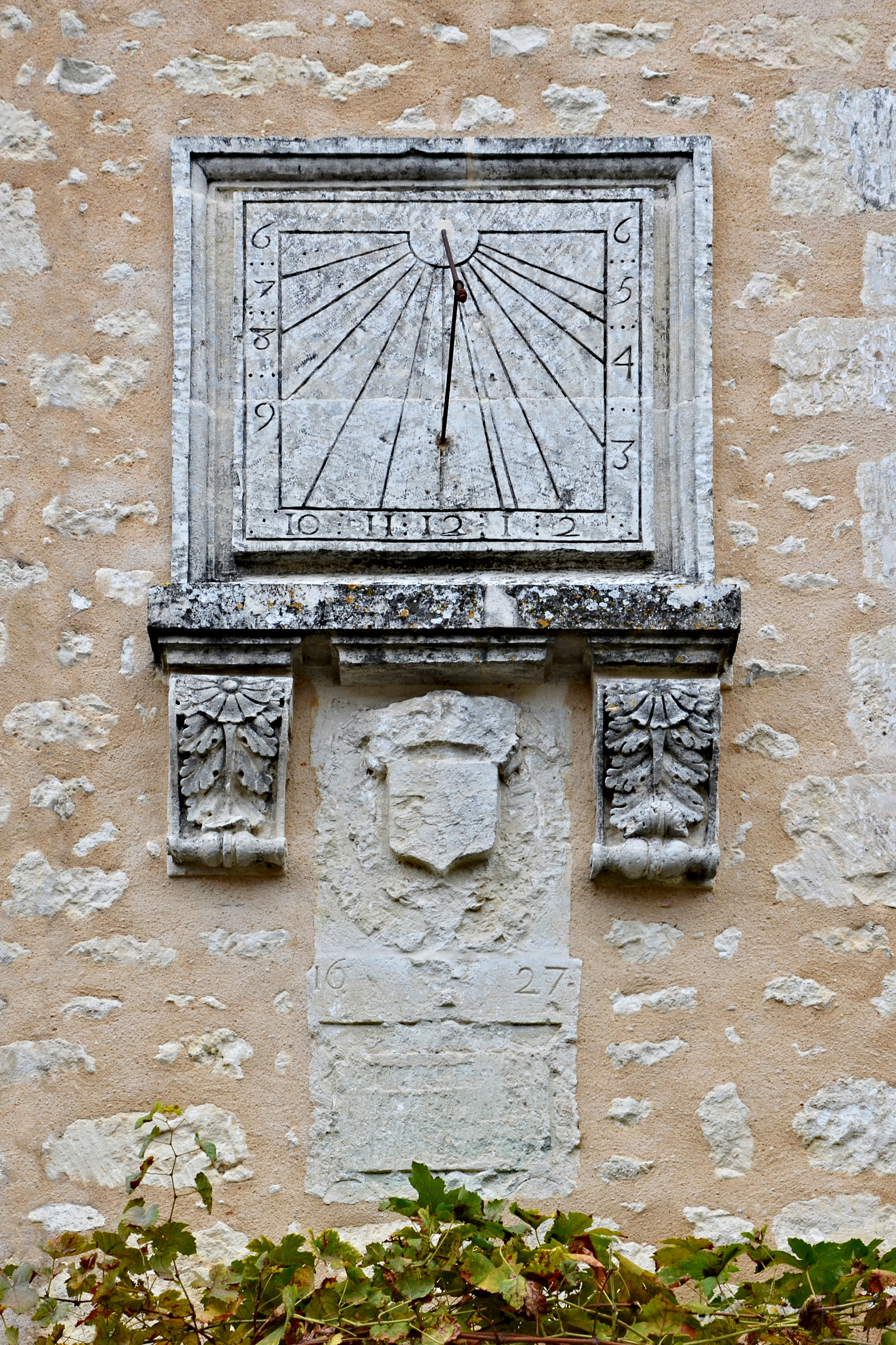
Cadran solaire 1627.

##### Maison du Sénéchal
En haut des halles et au pied de l'église, l'ancien presbytère était la maison du Sénéchal, construite au XVe ou XVIe siècle. Elle appartenait au juge sénéchal et procureur fiscal au duché-pairie de La Valette. Au XIIIe siècle, le sénéchal était dans le sud de la France un officier chargé de l'administration royale. En 1776 le sénéchal de Lavalette était Raymond Dumontet, avocat au parlement. Après la Révolution, cette maison située à côté de l'église devint son presbytère. Une tour polygonale avec toit à pans orne une aile du bâtiment. Un souterrain-refuge et des silos à grains ont été retrouvés dans le sous-sol en 1998.

##### Maison Corlieu
Située sur la droite dans la montée de l'église, cette ancienne maison dite « de Corlieu » date du XVe ou XVe siècle. Le linteau de sa porte est orné d'une accolade supportant un vestige d'écu. Cette maison évoque le siècle de François de Corlieu, historien charentais né à Angoulême.

##### La mairie
L'immeuble de la mairie-écoles a été inauguré en 1904. Le monument aux morts, construit par Émile Peyronnet, date de 1923.

##### Font Trouvée
La fontaine et l'ancien lavoir de la Font Trouvée sont situés à flanc de colline, dans la rue du même nom montant à l'église. Son eau a été canalisée en 1850 et a alimenté les fontaines du bourg au XIXe siècle, dont seule subsiste la fontaine des halles construite en 1850. Le lavoir a été comblé.

##### Immeuble Fonchain
Cet immeuble situé entre l'église et le château est orné d'un balcon en fer forgé et surplombe la rue d'Épernon. C'était l'immeuble des douaniers de la Kommandantur durant les cinq ans d'occupation allemande pendant la Seconde Guerre mondiale, la ligne de démarcation étant toute proche.

##### Château de Mailleberchie
Situé à un kilomètre au sud du bourg, ce château était possédé au XVIIe siècle par la famille de Villedon, seigneurs de Ronsenac. Après plusieurs changements de propriétaires, le château actuel a été construit en style néo-gothique par le maire de Villebois-Lavalette, M. Blanc-Fontenille, entre 1880 et 1903, avec l'aide de l'architecte Paul Abadie.

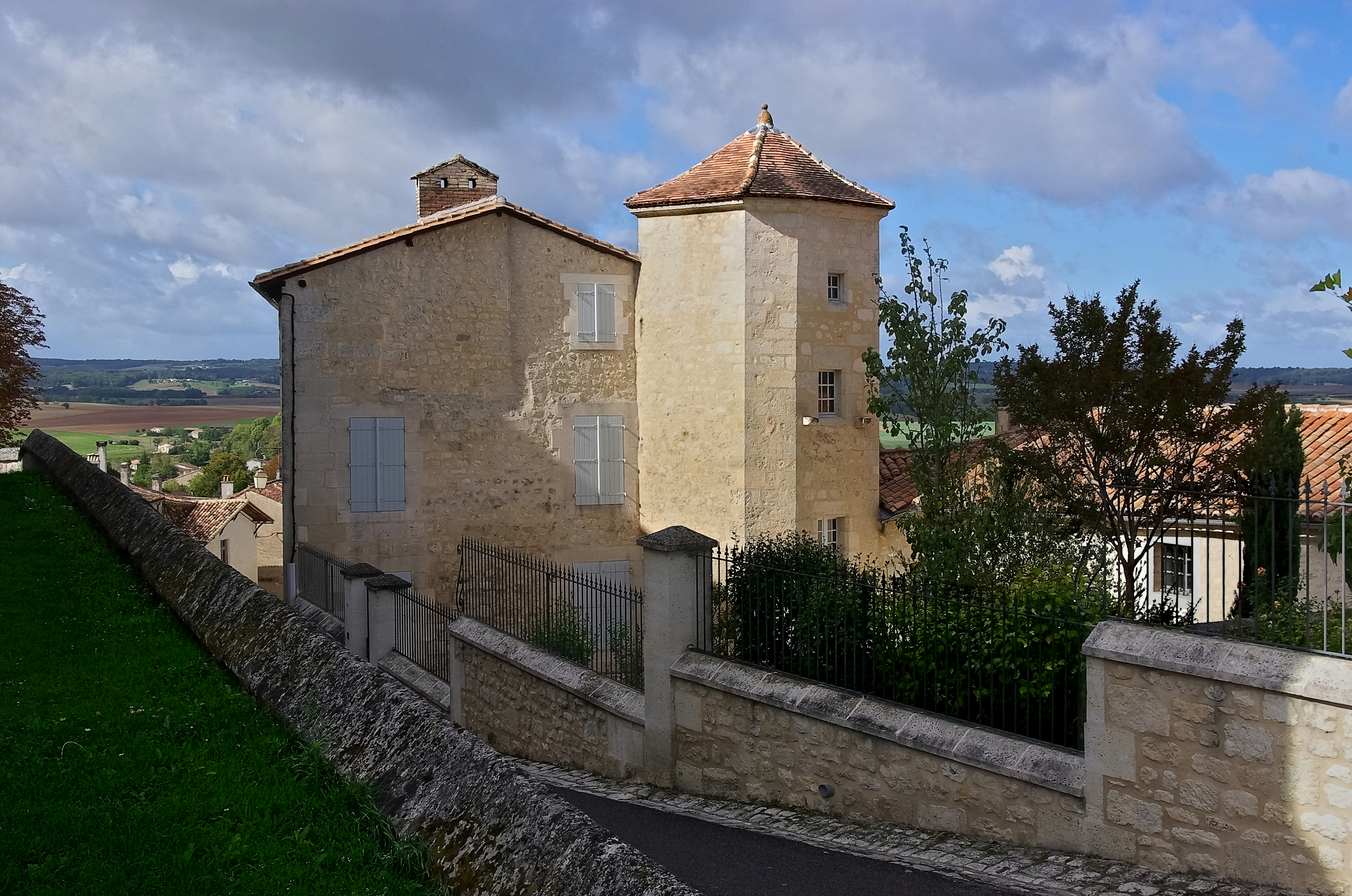
Maison du Sénéchal.
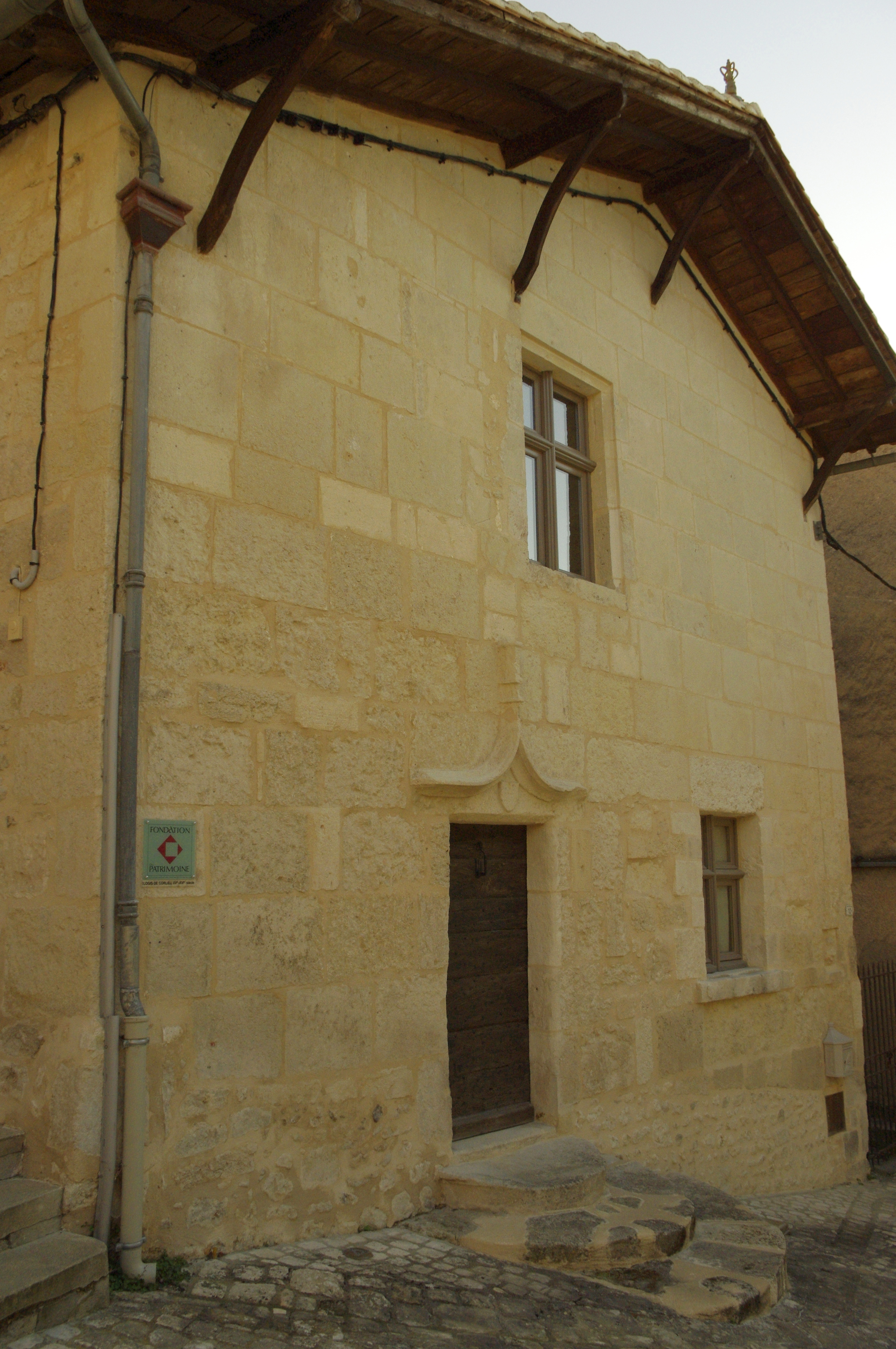
Maison Corlieu.
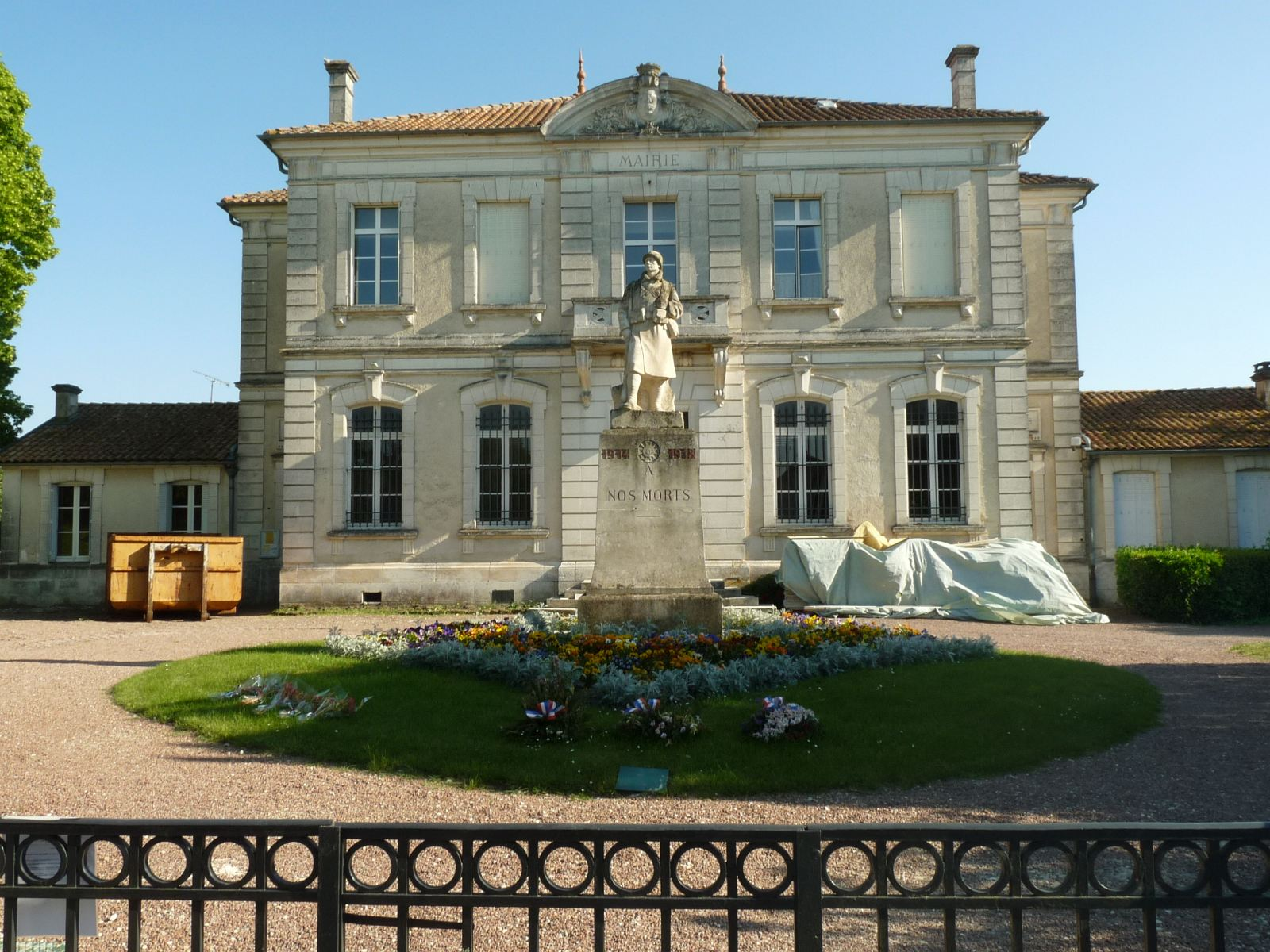
La mairie et le monument aux morts.
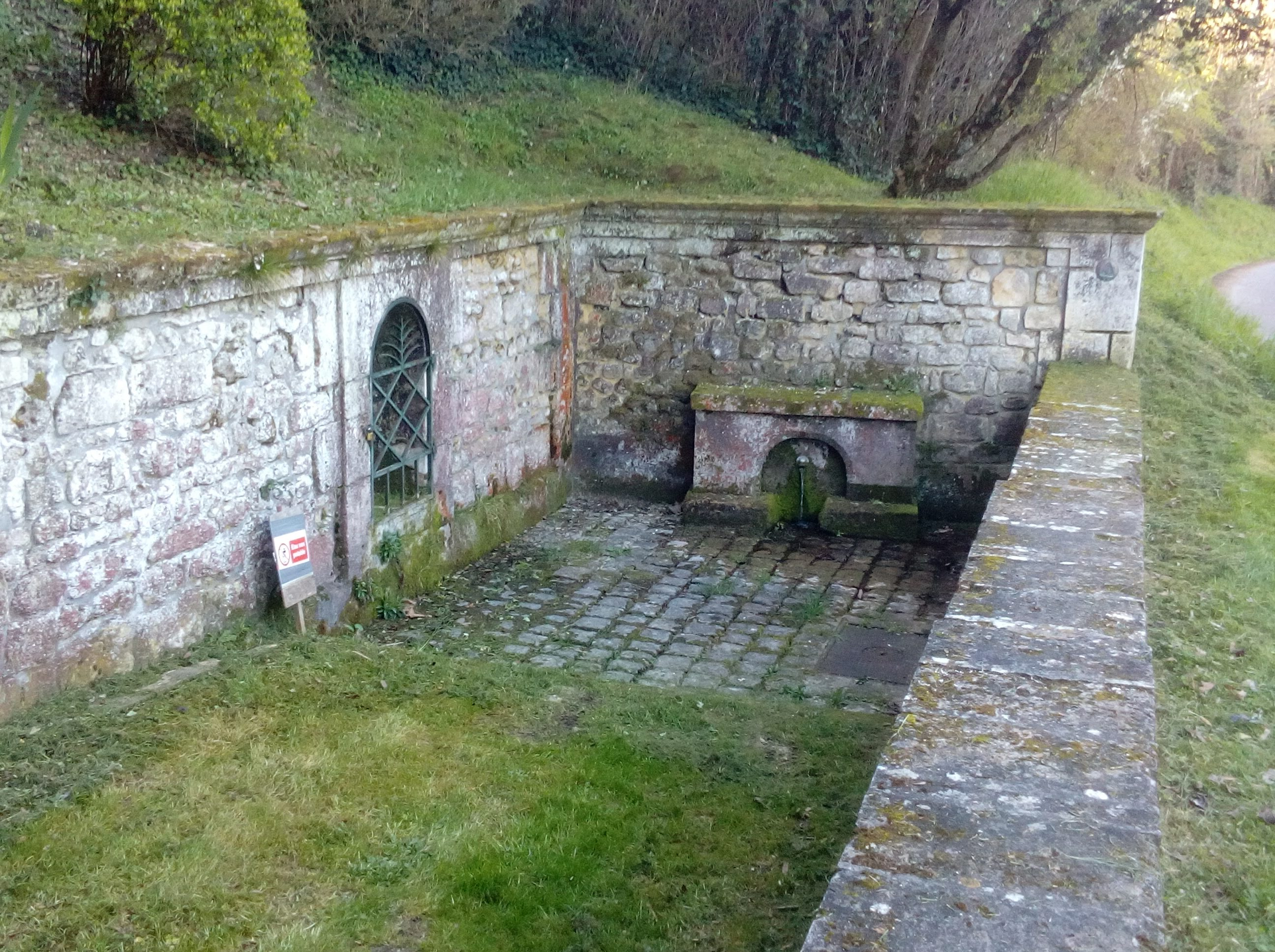
Fontaine de la Font Trouvée.
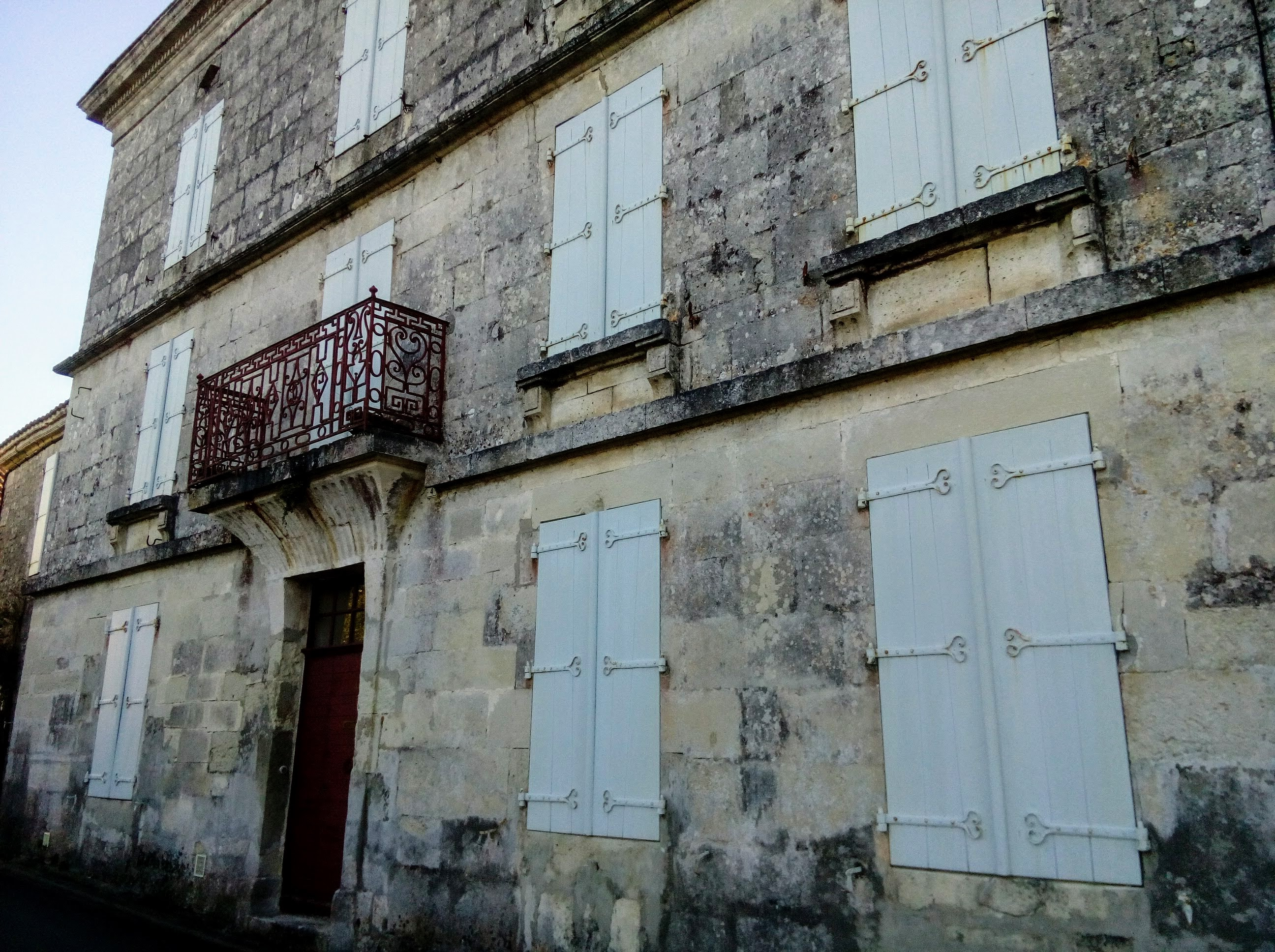
Immeuble Fonchain.
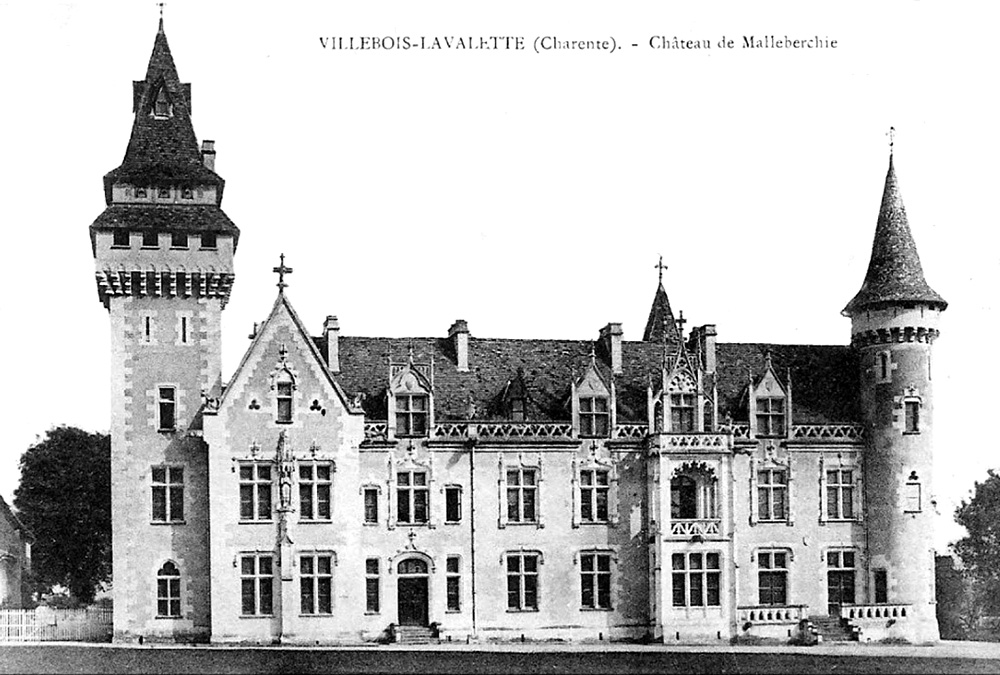
Château de Mailleberchie.

### Personnalités liées à la commune
- Jean-Louis de Nogaret de La Valette (1554-1642), duc d'Épernon, gouverneur d'Angoumois et seigneur de Villebois.
- Bernard de Nogaret de La Valette (1592-1661), fils du précédent, duc de La Valette.
- Docteur Pierre Fougère, maire et vice-président du Conseil général (années 1970-2000).
- Bernard Lavalette (1926-2019), acteur dont le pseudonyme est tiré du château, propriété de son grand-père.
- Raphaël Calmette (1901-1981), ancien coureur cycliste, né à Villebois[67].

### Héraldique
| Blason | Blasonnement : Parti : au 1er coupé de gueules à une croix potencée d’argent et d’argent à un noyer de sinople, au 2e de gueules à une croix bourdonnée d’or. Commentaires : Blason de Villebois-Lavalette. |